# Skruvkällmossa
Skruvkällmossa (Philonotis seriata) är en bladmossart som beskrevs av Mitten 1859. Skruvkällmossa ingår i släktet källmossor, och familjen Bartramiaceae. Arten är reproducerande i Sverige. Inga underarter finns listade i Catalogue of Life.

## Bildgalleri

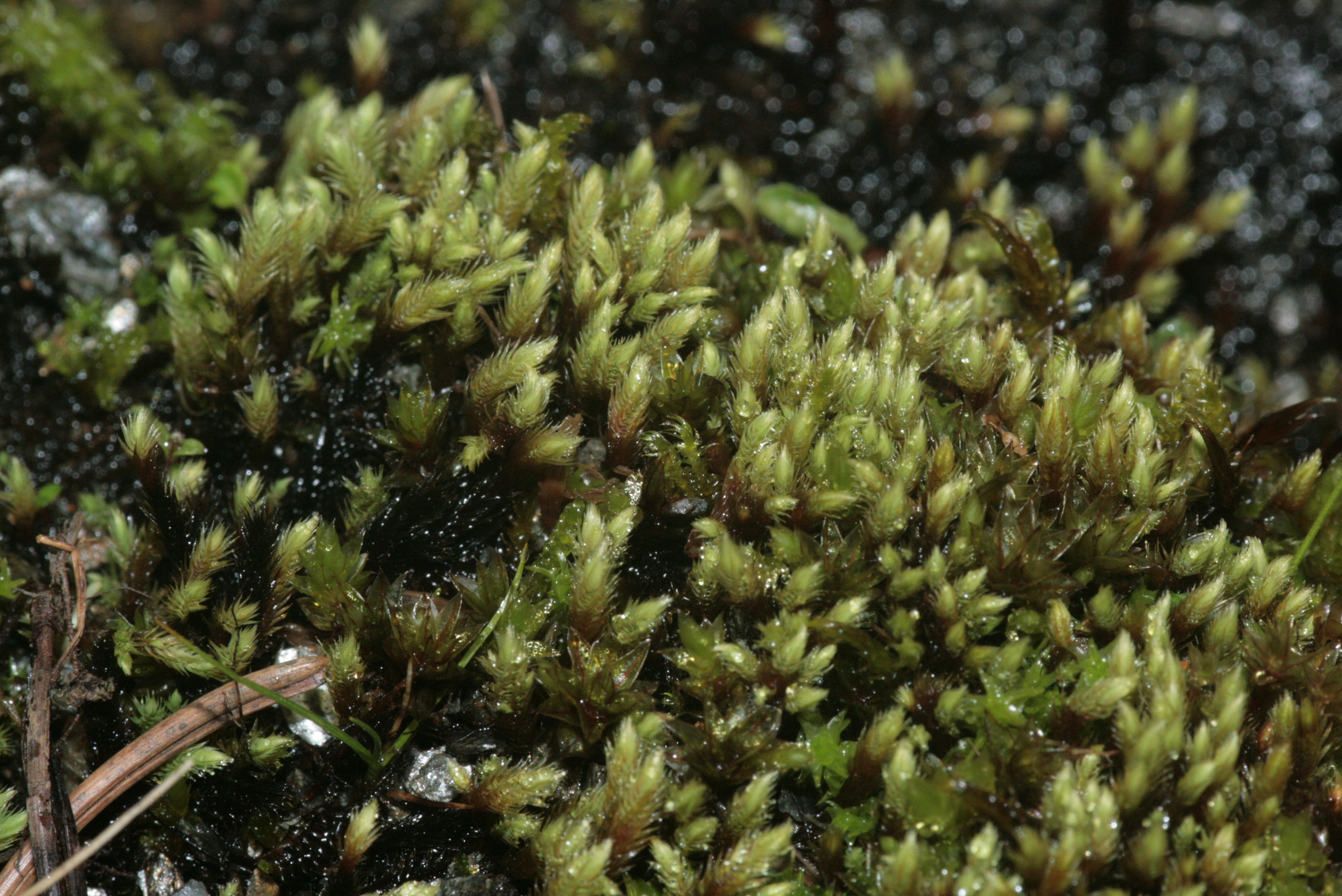
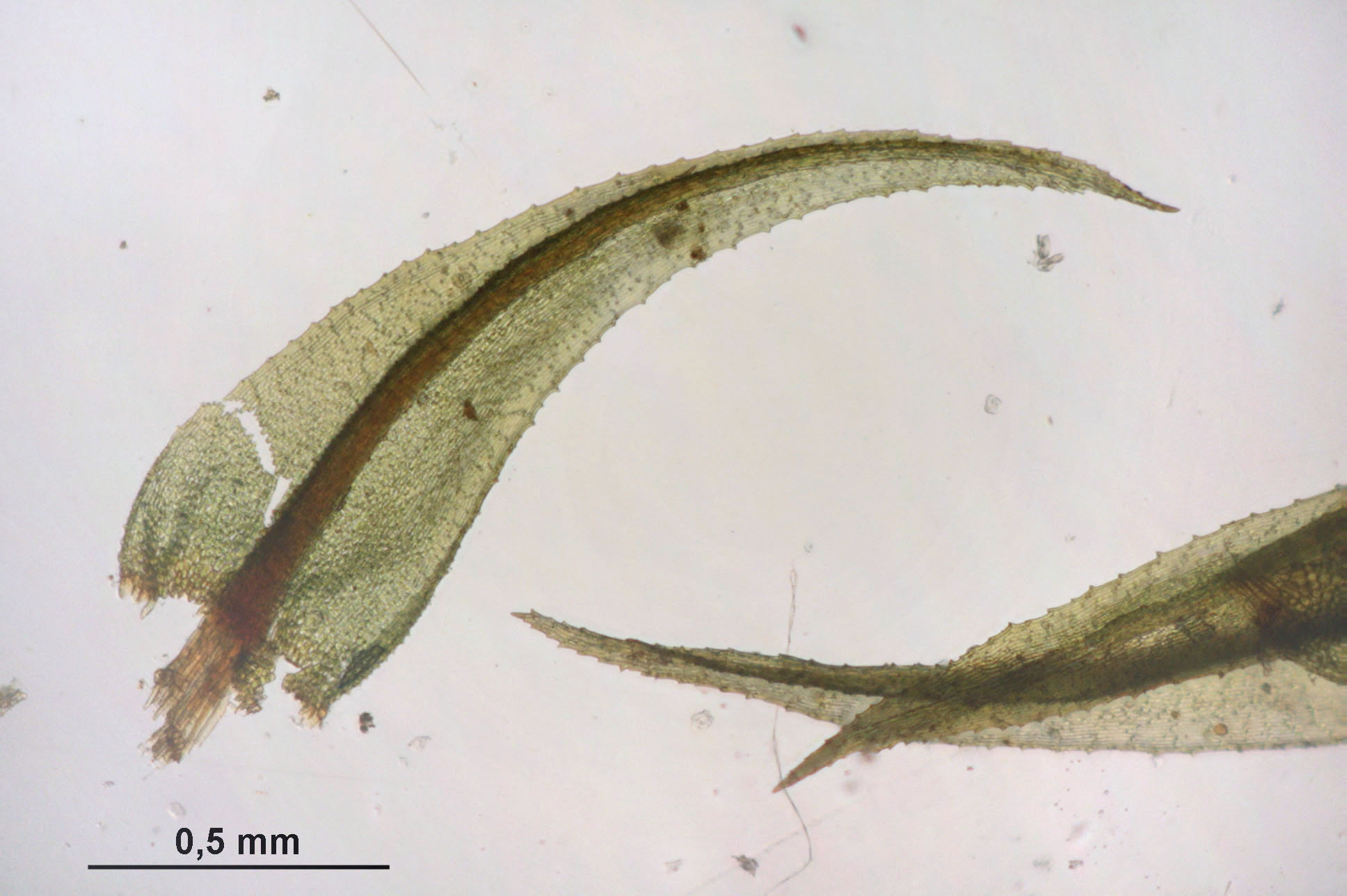
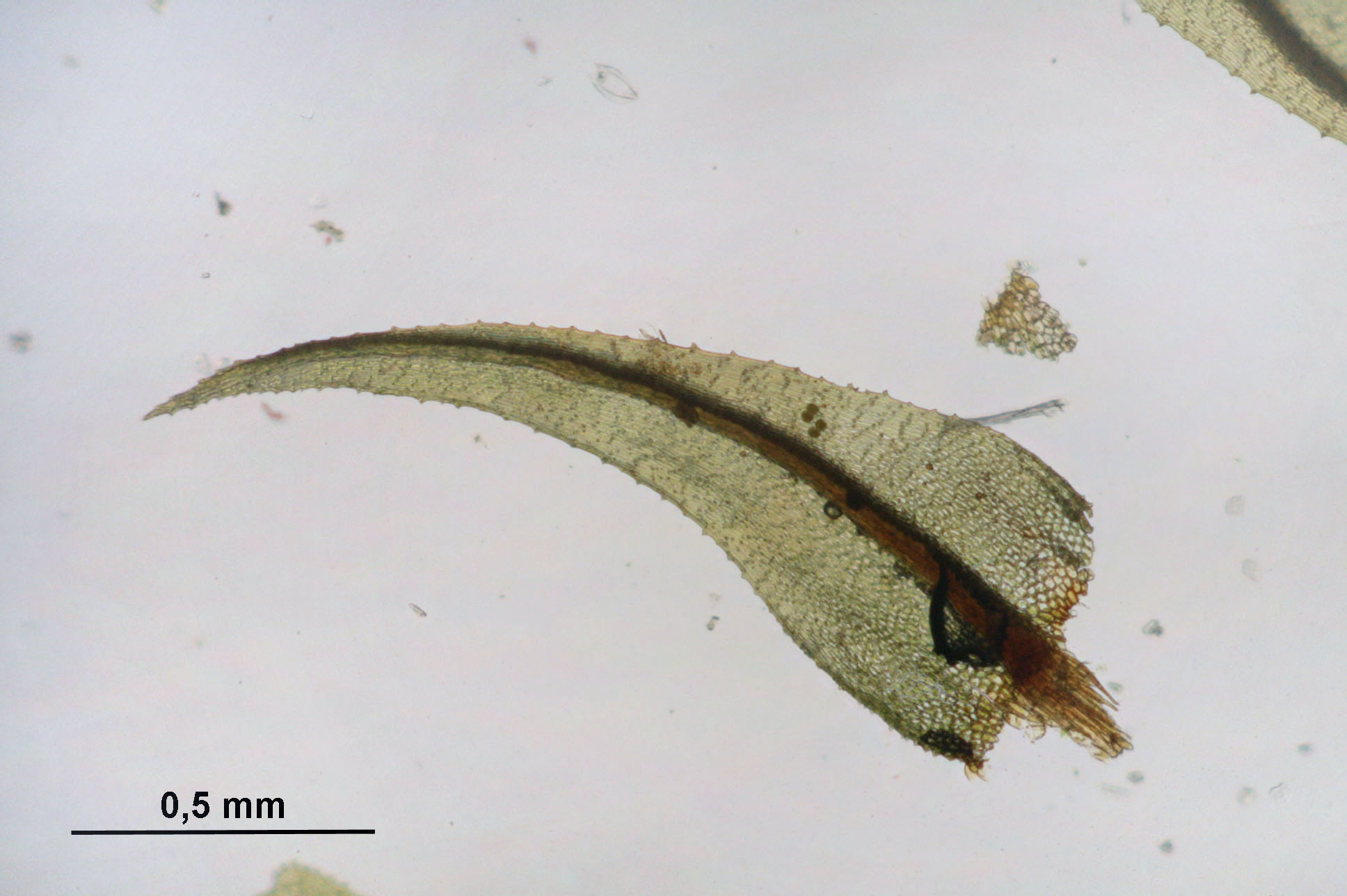
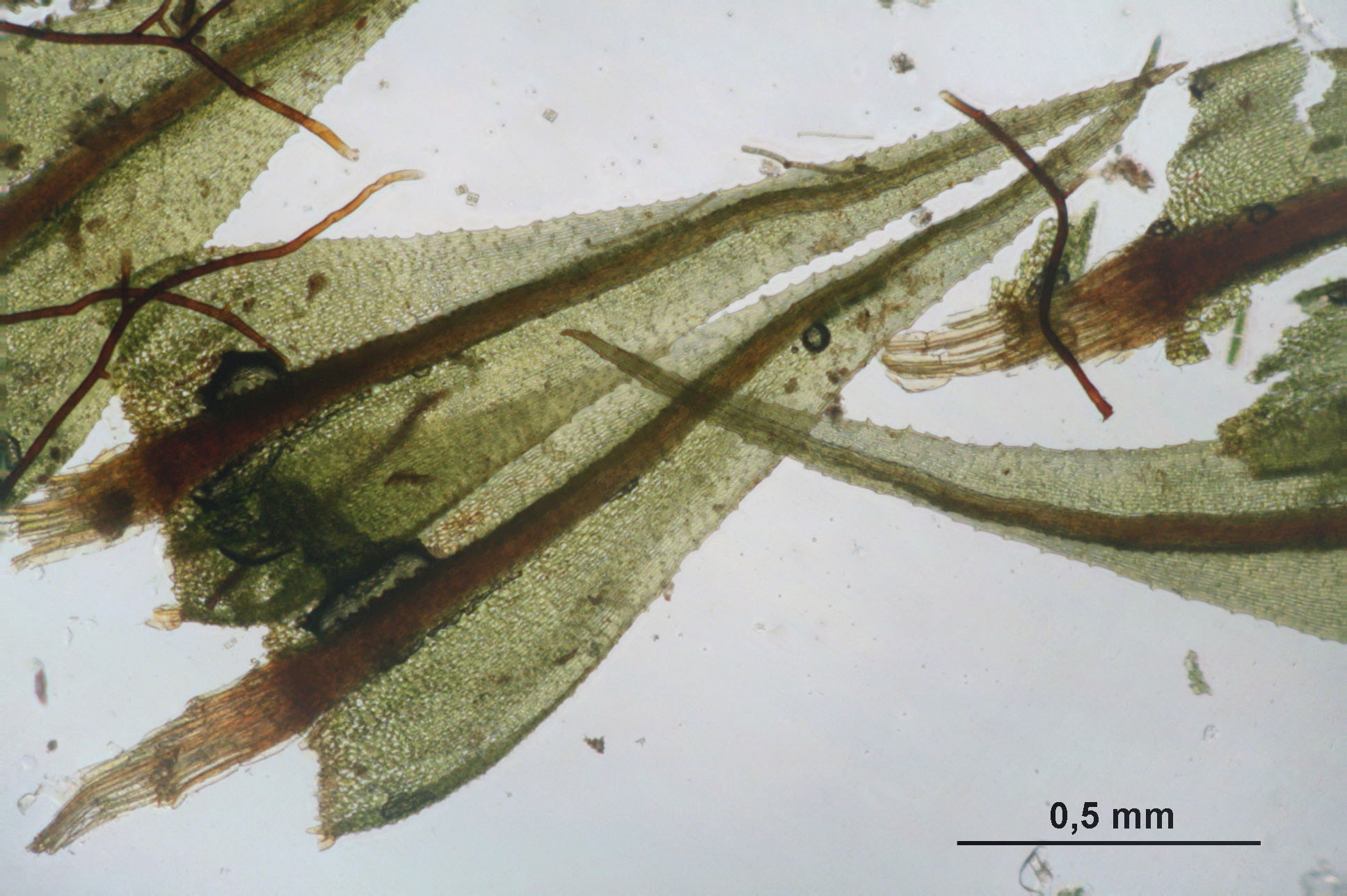